# Hualaihué Puerto
Hualaihué Puerto es una localidad costera del sur de Chile que pertenece a la comuna de Hualaihué, en la provincia de Palena, Región de Los Lagos. Se encuentra en la ensenada del mismo nombre, en el sector noreste del golfo de Ancud. Según el censo de 2017 cuenta con 179 habitantes.

## Descripción
Hualaihué en lengua indígena significa «Lugar de gualas».
Esta localidad cuenta con la escuela básica San Francisco.
Se encuentra en la llamada «ruta costera» de la comuna, que une a distintos caseríos a orillas del seno de Reloncaví y del golfo de Ancud. En dirección a Contao le siguen Lleguimán (9 km), Chauchil (14 km), Caleta Queten (19 km), Rolecha (23 km), Tentelhue (27 km) y La Poza (36 km), mientras que —en sentido contrario— está a 31 km del pueblo de Hornopirén.
En Hualaihué Puerto se encuentra el aeródromo Hualaihué, que permite su conectividad aérea con la capital regional, Puerto Montt.
Uno de los oficios más destacados es la construcción de botes y lanchas a través de astilleros artesanales.